# Фракция Блейна
Фракция Блейна (англ. Blaine faction), также была известна как секция Блейна (англ. Blaine section) — политическая организация республиканцев в Соединённых Штатах во время президентства Ратерфорда Б. Хейса (1877—1881), которые объединились вокруг сенатора США от штата Мэн Джеймса Г. Блейна. Формируя коалицию с консервативным крылом другой республиканской фракции «стойких», они выступали против реформы государственной службы, а также примирительных действий администрации Хейса по отношению к Югу. Сам Блейн поддерживал «стойких» в их борьбе с реформаторскими усилиями президента Хейса, приняв сторону фракции сенатора Роскоу Конклинга в декабре 1877 года, когда голосовал против выдвижения Теодора Рузвельта-старшего на важнейшую должность начальника таможни порта Нью-Йорка, который был главным центр торговли между Соединёнными Штатами и другими странами.
Фракцию Блейна часто ошибочно приписывают реформаторской фракции «полукровок», умеренному крылу Республиканской партии, выступавшему за реформу государственной службы. По словам Ричарда Э. Уэлча-младшего, Блейн в то время не был «полукровкой», а первоначально присоединился к «стойким», позднее создав своб фракцию. «Полукровки» не доверяли ни Гранту, ни Блейну, предпочитая выдвинуть на президентских выборах 1880 года сторонника реформы государственной службы. По словам Аллана Пескина, Блейн никогда не называл своих сторонников «полукровками», предпочитая вместо этого термин «Секция Блейна».
Неоднозначность между фракцией Блейна и «полукровками» в отношении большинства лет президентства Хейса является ревизионистской исторической неточностью, которая игнорирует резкие контрасты между группами; Блейн резко вступил в противоречие с Хейсом после 1877 года, и между ним и лидером «полукровок» Джоном Шерманом существовала взаимная ожесточённая антипатия, которая длилась более десятилетия.
Главными союзниками Блейна во время президентства Ратерфорда Б. Хейса были Уильям П. Фрай и Юджин Хейл, которые позже представляли в Сенате штат Мэн.

## Союзники
В годы президентства Хейса союзниками секции Блейна была фракция «стойких» Роскоу Конклинга. Помимо общих либерально-консервативных взглядов их сближало то что политические машины обеих групп мало чем отличались друг от друга, извлекая выгоду из покровительства и практики традиционной системы добычи, что заставило обе группы сотрудничать в  для борьбы с планами республиканцев-«реформаторов» реформировать государственную службу. Разделение и антипатия между ними объяснялись во многом личным соперничеством между двумя политическими боссами, начавшимся ещё в 1860-х годах. Были и другие причины, так, сторонники Конклинга, будучи тесно связаны с нью-йоркскими финансистами, выступали за «надёжные деньги», организация Блейна уделяла больше внимания защите интересов промышленности и железных дорог, защищая протекционистские тарифы. В результате сотрудничество фракций Блейна и Конклинга закончилось в преддверии новых президентских выборов, в которых Хейс не собирался участвовать. Не желая видеть на посту президента Гранта, которого поддерживали «стойкие», Блейн сблизился со своими недавними оппоненами из «полукровок» и в конце концов сам вступил в их ряды.

## Президентство Хейса
Во время президентских выборов 1876 года сенатор Блейн поддержал Ратерфорда Хейза против бурбонного демократа Сэмюэля Дж. Тилдена. После Компромисса 1877 года и вывода войск администрацией Хейза с Юга Блейн был недоволен отказом от усилий по Реконструкции Юга в большей степени, чем лидеры «стойких» Роскоу Конклинг, Дж. Дональд Кэмерон и Закария Чендлер.
Фракция Блейна часто спорила с администрацией Хейза по разным поводам. Так, сенатор Блейн выступал за назначение Хейзом Уильяма Фрая на пост генерального прокурора Соединённых Штатов, но Хейз предложил предоставить эту должность Юджину Хейлу. Напряжение возросло, когда Хейс назначил ярого реформатора Карла Шурца на пост министра внутренних дел США. Шурц на президентских выборах 1872 года возглавялл Либерально-республиканскую партию, созданную республиканцами-противниками переизбрания Улисса С. Гранта, которого в то время поддерживал Блейн.
В качестве временной победы «стойких» Конклинг обеспечил влиятельную должность сборщика пошлин в порту Нью-Йорка для будущего президента Честера А. Артура. Срок полномочий Артура был отмечен кумовством и коррупцией, он нанял тысячи республиканцев только на основе политической принадлежности. В конце концов Хейс и министр финансов Джон Шерман, «полукровка», добились увольнения Артура. Это решение вызвало критику и неприязнь как со стороны «стойких», так и со стороны фракции Блейна. Конфликт между фракцией Блейна и администрацией Хейса достиг точки, которая фактически закрыла все оставшиеся шансы на потенциальное переизбрание Хейса.
Когда Хейс выдвинул Эдвина А. Мерритта и Сайласа Берта на должности сборщика пошлин и морского офицера нью-йоркской портовой таможни соответственно, видные лидеры «полукровок», такие как Джордж Ф. Хоар и Стэнли Мэтьюз, поддержали президента, в то время как Блейн присоединился к «стойким», таким как Конклинг и Уильям Б. Эллисон, но в итоге Хейс одержал победу в Сенате.

## Национальный съезд Республиканской партии 1880 года
В преддверии президентских выборов 1880 года внутри Республиканской партии на фоне роста популярности Демократической партии началась острая межфракционная борьба за власть, в первую очередь между крыльями Конклинга и Блейна. В результате на республиканском национальном съезде 1880 года «стойкие» во главе с Конклингом, Логаном и Саймоном Кэмероном выступили за выдвижение на третий президентский срок бывшего президента Улисса С. Гранта, фракция Блейна добивалась президентского срока для своего лидера, Джеймса Г. Блейна, в то время как «полукровки» разделились, поддержав выдвижение министра финансов Джона Шермана и сенатора от Вермонта Джорджа Ф. Эдмундса. Хотя Грант ранее в качестве президента выступал за некоторые реформы государственной службы, позже он разочаровался в усилиях Хейса по демонтажу патронажных машин «стойких». Конклинг, который был близким союзником Гранта во время его президентства, вновь стал его правой рукой, надеясь на возобновление Реконструкции в духе радикальных республиканцев Таддеуса Стивенса и Чарльза Самнера.
Главные союзники Блейна, представители от Мэна Уильям П. Фрай и Юджин Хейл, оказались неспособны выдержать дебаты с Конклингом, который «унизил» Фрая «полунасмешкой и полуоскорблением». Между «полукровками», фракцией Блейна и «стойкими» возникла тупиковая ситуация, в общей сложности, делегаты республиканского национального съезда голосовали 35 раз. Каждый раз победителем становился Улисс С. Грант (от 303 до 313 голосов), второе место неизменно занимал Блейн (от 257 до 285 голосов), на третьем месте был Шермана (от 88 до 120 голосов), другой кандидат «полукровок», Эдмундс, ни разу не поднялся выше 5-го места, остальные претенденты, среди которых были бывший госсекретарь и министр финансов Элиху Б. Уошберн, сенатор от Миннесоты Уильям Уиндом, экс-губернатор Техаса Эдмунд Дэвис, генерал и будущий президент Бенджамин Гаррисон, представитель от Огайо Джеймс А. Гарфилд, получали не больше 50 голосов. Поэтому фракция Блейна и сторонники Шермана, пришли к компромиссу, решив поддержать Гарфилда. По результатам 36-го голосования за Гарфилда, до этого получавшего 1—2 голоса, и лишь в последних двух турах набравшего 17 и 50 голосов соответственно, проголосовали 399 делегатов из 755, принеся ему победу.
Надеясь удовлетворить «стойких» и тем самым обеспечить их поддержку на выборах, Блейн и Шерман решили выдвинуть на пост вице-президента Честера Артура. Сам Гарфилд первоначально хотел баллотироваться в паре с умеренным республиканцем Джоном Шерманом, которого «Стойкие» ненавидели как ярого «полукровку» и сторонника реформы государственной службы. Для избрания Артура кандидатом в вице-президенты хватило одного тура, в котором за него отдали свои голоса 468 делегатов. Так, в надежде на партийное единства, чтобы обе фракции были хоть как-то довольны, союзник Конклинга Артур стал напарником Гарфилда, к ужасу «полукровок», которые уничижительно окрестили его «тварью» Конклинга. В ноябре того же года эта пара выиграла президентские выборы, опередив демократа Уинфилда С. Хэнкока меньше чем на 2000 голосов, но даже такого мизерного перевеса хватило для победы в коллегии выборщиков (214 против 155).